# Cantó de Las Cabanas
El cantó de Las Cabanas és un cantó francès del departament de l'Arieja, a la regió d'Occitània. Està enquadrat al districte de Foix, té 25 municipis i el cap cantonal és Las Cabanas.

## Municipis
- Alvièrs
- Api
- Aston
- Aulòs
- Axiat
- Bestiac
- Boan
- Las Cabanas
- Causson
- Caissacs
- Castèlverdun
- Garanon
- Larcat
- Larnat
- Lhassur
- Lhordat
- Lusenac
- Puèg
- Senconac
- Sinsat
- Unac
- Urs
- Brèbe
- Verdun
- Vernaus